# 1972年夏季残疾人奥林匹克运动会法国代表团
1972年夏季残疾人奥林匹克运动会法国代表团是法国派出的1972年夏季残疾人奥林匹克运动会代表团。未获得奖牌。